# Centre lorrain d'histoire du droit
Le Centre lorrain d'histoire du droit (ou CLHD) est un laboratoire de recherche rattaché à l'Université de Lorraine dont les travaux concernent l'histoire du droit.

## Présentation
Occupant depuis ses débuts une partie des locaux de la Faculté de droit, sciences économiques et gestion de Nancy, il a été fondé par le professeur Jean Imbert en 1950. Les professeurs Jean Imbert (de 1950 à 19??), Jean Coudert (de 1964 à 1995), Christian Dugas de la Boissonny (de 199? à 2007), Virginie Lemonnier-Lesage (de 2007 à 2009) l'ont successivement dirigé. Son directeur actuel est le professeur Antoine Astaing (depuis 2009). 
Les recherches du Centre portent plus particulièrement sur le droit des anciens Duchés de Lorraine et de Bar, le droit coutumier, l'histoire du droit forestier et l'histoire du droit pénal.